# Nikola Kalinić
 Ovo je glavno značenje pojma Nikola Kalinić. Za druga značenja pogledajte Nikola Kalinić (razdvojba).
Nikola Kalinić (Solin, 5. siječnja 1988.) hrvatski je bivši nogometaš koji je igrao na poziciji napadača.

## Klupska karijera

### Hajduk Split i posudbe
U splitskome Hajduku igrao je od svoje desete godine. Rano je bio zapažen i debitirao je u seniorskoj momčadi sa 17 godina, krajem studenoga 2005. godine, protiv Cibalije u Vinkovcima. U prvih je 11 prvi puta krenuo na utakmici hrvatskoga Kupa s Osijekom, na Poljudu, te iste sezone. Zabilježio je još par nastupa, no nije se probio među prvotimce. Nakon dolaska Zorana Vulića za trenera Hajduka poslan je na polugodišnju posudbu u Pulu. Jedan od razloga, navodno je bio i njegovo ležerno ponašanje tijekom ljetnih priprema kada je pokazivao zavidno znanje, no i pretjeranu sebičnost u igri. U Puli je postigao 3 pogotka i postao osloncem tog kluba, zaradivši velike simpatije trenera Krunoslava Jurčića. Nakon posudbe na Verudi unatoč želji da se tamo vrati ili ostane u Hajduku, poslan je na posudbu u Šibenik s obzirom na to da je Hajduk Šibenčanima 6 mjeseci ranije od dogovorenog uzeo Antu Rukavinu. Na Šubičevcu je od prve utakmice nastavio s vrlo obećavajućim igrama, paralelno s prvim nastupom za hrvatsku do 21 reprezentaciju. Nakon povratka u Hajduk, zajedno je s Rukavinom bio u prvom planu trenera Ivana Pudara za juriš na naslov prvaka i bitniji proboj u Europi, a isto tako nastavlja i dolaskom Sergija Krešića. Dok Rukavina oscilira, on postaje prvi napadač i strijelac kluba, te s 19 godina dobiva poziv u reprezentaciju. Proljetni dio pada u formi zajedno s cijelom momčadi, ali sezonu završava s izvanrednih 26 pogodaka u 36 utakmica gledajući sva natjecanja, te kao treći strijelac Prve HNL. Razočaran trenerom Jarnijem najavljuje odlazak iz kluba. Ipak, odlaskom Jarnija, Kalinić ostaje u klubu. Kao neprikosnoven prvotimac ostaje i u novoj sezoni najbolji strijelac iz kluba iskazavši se pogodcima iz jedanaesteraca, te asistencijama, iskazavši također veće zalaganje u igri. Dok ga je klub procjenjivao na 10 milijuna €, brojni europski klubovi tražili su načina kako bi ga kupili po manjoj cijeni.
Statistika u Hajduku
| Natjecanje        | Nastupi | Zgoditci |
| ----------------- | ------- | -------- |
| Prvenstvo         | 88      | 40       |
| Kup               | 13      | 11       |
| Superkup          | 1       | 0        |
| Međunarodne       | 9       | 1        |
| Splitski podsavez | 0       | 0        |
| Ukupno            | 111     | 52       |
| Prijateljske      | 21      | 18       |
| Sveukupno         | 132     | 70       |

### Blackburn Rovers
31. srpnja 2009. godine je dogovoren Kalinićev transfer u engleski klub Blackburn Rovers, no zbog radne dozvole tek je 10. kolovoza 2009. godine obzanjeno kako će Nikola karijeru nastaviti u Engleskoj. Odšteta Hajduku je iznosila 7 milijuna €, plus još pola milijuna kada Nikola postigne svoj 15. pogodak, bez obzira na vrijeme. U Blackburnu je ukupno postigao 15 pogodaka u 54 utakmice, u svim natjecanjima.

### Dnjipro Dnjipropetrovsk
Ljeta 2011. godine napustio je englesku i Blackburn Rovers i prešao u ukrajinski Dnjipro za 6 milijuna £.

### Fiorentina
13. kolovoza 2015. Kalinić je potpisao ugovor s Violama na četiri godine. Dnjipro je zaradio 5.5 milijuna eura. U Firenzi je bio četvrti Hrvat uz Antu Rebića, Ricarda Bagadura i Milana Badelja. U 16. kolu talijanskog nogometnog prvenstva Fiorentina je na domaćem terenu pobijedila Sassuolo s 2:1, a hrvatski napadač postigao je dva pogotka. Kalinić odigrao je cijeli susret za domaćine u prosincu 2016.

### A.C. Milan
U kolovozu 2017. je Kalinić posuđen talijanskim prvoligašu Milanu. Rossoneri će Kalinića prvo posuditi za pet milijuna eura, a u 2018. ga imaju obvezu otkupiti za 20 milijuna.

### Atlético Madrid
U ljetnom prijelaznom roku 2018. Kalinić je potpisao za Španjolski klub Atlético Madrid. Cijena transfera iznosila je 15 milijuna eura.

## Reprezentativna karijera
Na veliku je scenu mladi Solinjanin stupio kada je pod vodstvom Ivana Gudelja osvojio 4. mjesto na Europskom do 17 prvenstvu u Italiji. Već je tada pokazao sjajno snalaženje u protivničkom šesnaestercu, te izvrsnu kontrolu lopte i udarce bilo izvan ili unutar 16-erca. 29. rujna 2004. godine u kvalifikacijskoj utakmici s mladim Andorcima u prvom je poluvremenu postigao 5 pogodaka, dok nije izašao u 42. minuti. Nastavio je biti i nezamjenjiv centarfor Hrvatske do 19 reprezentacije za koju je u kvalifikacijama za Europsko prvenstvo postigao svih 5 pogodaka u 2 utakmice protiv Litve i Moldavije. 
U A reprezentaciji debitirao je ušavši s klupe u prijateljskoj utakmici s Moldavijom u Rijeci, u sklopu priprema za Europsko prvenstvo 2008. godine. Na samo prvenstvo putuje kao 4. napadač, zabilježivši minute na utakmici protiv Poljske.
Hrvatski nogometni izbornik objavio je u svibnju 2016. popis za nastup na Europskom prvenstvu u Francuskoj, na kojem je se nalazio Kalinić.
U kvalifikacijskoj utakmici protiv Ukrajine je Kalinić zabio 100. pogodak Hrvatske u kvalifikacijama za Svjetsko prvenstvo u ožujku 2017.
Početkom SP-a u Rusiji 2018. hrvatski izbornik Zlatko Dalić izbacio je Kalinića iz reprezentacije jer je potonji odbijao igrati, navodno zbog boli u leđima. Tako je Hrvatska ostala jedina reprezentacija na SP-u u Rusiji koja je imala igrača manje u svome kompletnom sastavu. To je prvi ovakav slučaj u povijesti hrvatskog nogometa, ali ovako nešto ne pamti se ni na svjetskim nogometnim prvenstvima.[nedostaje izvor]
Od tog incidenta pa sve do kraja svoje igračke karijere Kalinić više nikada nije zaigrao za hrvatsku nogometnu reprezentaciju.

### Pogodci za reprezentaciju
| #   | Datum               | Mjesto                                 | Protivnik    | Pogodak | Rezultat | Natjecanje                  |
| --- | ------------------- | -------------------------------------- | ------------ | ------- | -------- | --------------------------- |
| 1.  | 17. studenog 2010.  | Stadion Maksimir, Zagreb, Hrvatska     | Malta        | 3:0     | 3:0      | Kvalifikacije za EURO 2012. |
| 2.  | 9. veljače 2011.    | Stadion Aldo Drosina, Pula, Hrvatska   | Češka        | 2:0     | 4:2      | Prijateljska utakmica       |
| 3.  | 9. veljače 2011.    | Stadion Aldo Drosina, Pula, Hrvatska   | Češka        | 3:2     | 4:2      | Prijateljska utakmica       |
| 4.  | 3. lipnja 2011.     | Stadion Poljud, Split, Hrvatska        | Gruzija      | 2:1     | 2:1      | Kvalifikacije za EURO 2012. |
| 5.  | 25. svibnja 2012.   | Stadion Aldo Drosina, Pula, Hrvatska   | Estonija     | 2:0     | 3:1      | Prijateljska utakmica       |
| 6.  | 10. rujna 2013.     | Fort Jeonju, Jeonju, Južna Koreja      | Južna Koreja | 0:2     | 1:2      | Prijateljska utakmica       |
| 7.  | 10. listopada 2015. | Stadion Maksimir, Zagreb, Hrvatska     | Bugarska     | 3:0     | 3:0      | Kvalifikacije za EURO 2016. |
| 8.  | 17. studenog 2015.  | Olimp-2, Rostov na Donu, Rusija        | Rusija       | 1:1     | 1:3      | Prijateljska utakmica       |
| 9.  | 4. lipnja 2016.     | Stadion Rujevica, Rijeka, Hrvatska     | San Marino   | 8:0     | 10:0     | Prijateljska utakmica       |
| 10. | 4. lipnja 2016.     | Stadion Rujevica, Rijeka, Hrvatska     | San Marino   | 9:0     | 10:0     | Prijateljska utakmica       |
| 11. | 4. lipnja 2016.     | Stadion Rujevica, Rijeka, Hrvatska     | San Marino   | 10:0    | 10:0     | Prijateljska utakmica       |
| 12. | 21. lipnja 2016.    | Matmut Atlantique, Bordeaux, Francuska | Španjolska   | 1:1     | 2:1      | EURO 2016.                  |
| 13. | 6. listopada 2016.  | Stadion Loro Boriçi, Skadar, Albanija  | Kosovo       | 6:0     | 6:0      | Kvalifikacije za SP 2018.   |
| 14. | 24. ožujka 2017.    | Stadion Maksimir, Zagreb, Hrvatska     | Ukrajina     | 1:0     | 1:0      | Kvalifikacije za SP 2018.   |
| 15. | 9. studenog 2017.   | Stadion Maksimir, Zagreb, Hrvatska     | Grčka        | 2:0     | 4:1      | Kvalifikacije za SP 2018.   |

## Priznanja

### Klupska
Atlético Madrid
- UEFA Superkup (1): 2018.

Hajduk Split
- Hrvatski nogometni kup (1): 2021./22.

### Reprezentativna
Hrvatska
- Svjetsko prvenstvo: 2018. (2. mjesto)[10]

## Vanjske poveznice
- Profil, Hrvatski nogometni savez
- Profil, Soccerway (engl.)
- Profil, Transfermarkt (engl.)